# Pérignat-sur-Allier
Pérignat-sur-Allier is een gemeente in het Franse departement Puy-de-Dôme (regio Auvergne-Rhône-Alpes). De plaats maakt deel uit van het arrondissement Clermont-Ferrand. Pérignat-sur-Allier telde op 1 januari 2022 1.492 inwoners.

## Geografie
De oppervlakte van Pérignat-sur-Allier bedroeg op 1 januari 2022 4,9 vierkante kilometer; de bevolkingsdichtheid was toen 304,5 inwoners per km².

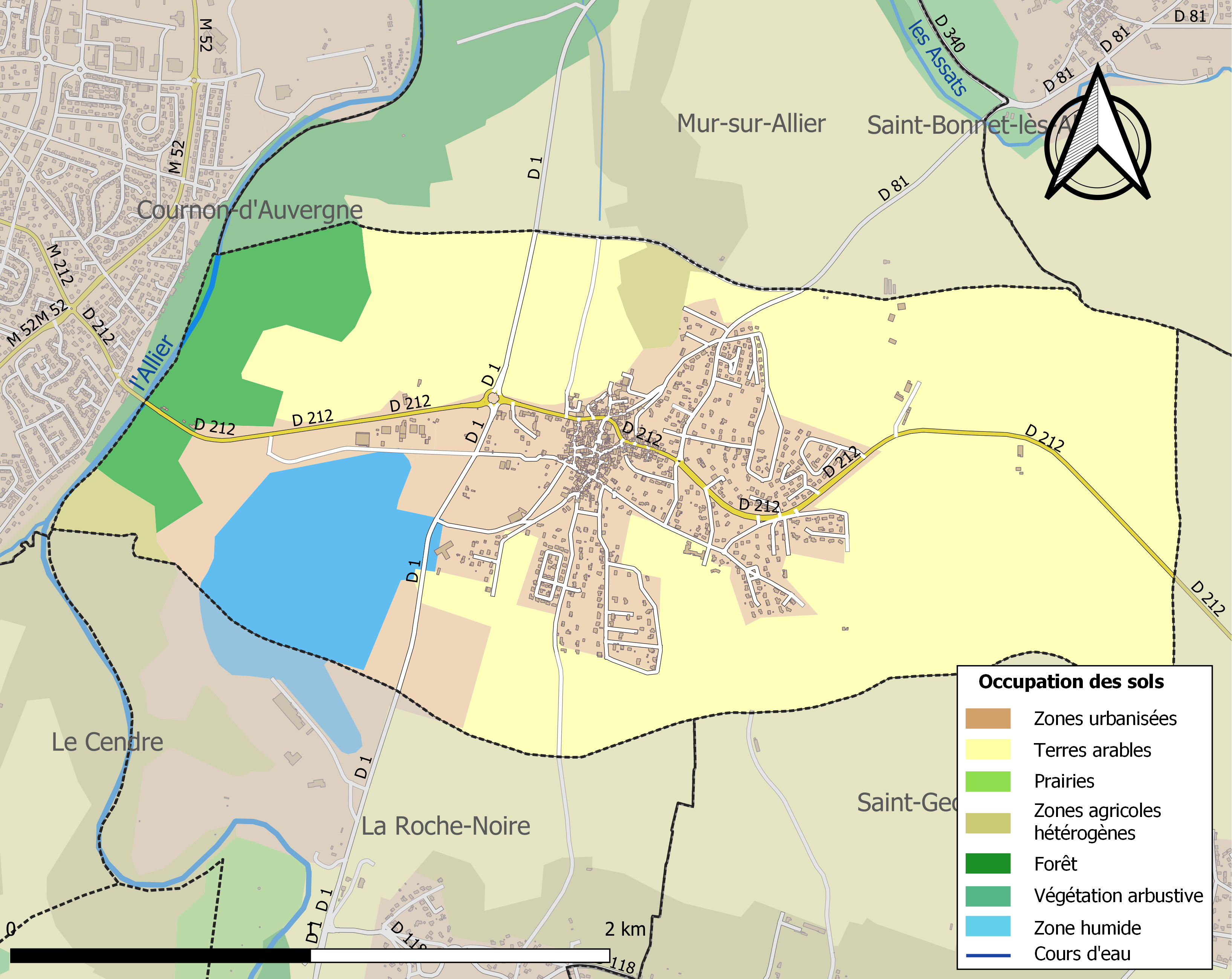
Kaart van de gemeente met belangrijkste infrastructuur, bodemgebruik en omliggende gemeenten

## Demografie
Onderstaande figuur toont het verloop van het inwonertal (bron: INSEE-tellingen).